# Художні музеї України
Список художніх музеїв України подає єдиним переліком існуючі на теперішній час (весна 2010 року) художні музеї, музеї образотворчого мистецтва і картинні галереї України згідно з чинним адміністративним поділом держави. У переліку наводяться переважно державні музеї (без додаткового указання).

## Київ
- Національний художній музей України (вул. Михайла Грушевського, 6);
- Національний музей «Київська картинна галерея» (вул. Терещенківська, 9);
- Музей мистецтв імені Богдана та Варвари Ханенків (вул. Терещенківська, 15-17);
- Київська дитяча картинна галерея;
- Музей Якубовських (приватний) (вул. Цимбалів Яр, 6-а);
- Національний музей українського народного декоративного мистецтва (вул. Лаврська, 9);
- Національний центр народної культури «Музей Івана Гончара»;
- Національний музей народної архітектури та побуту України;
- Музей книги та друкарства України;
- Музей театрального, музичного та кіномистецтва України

## Севастополь

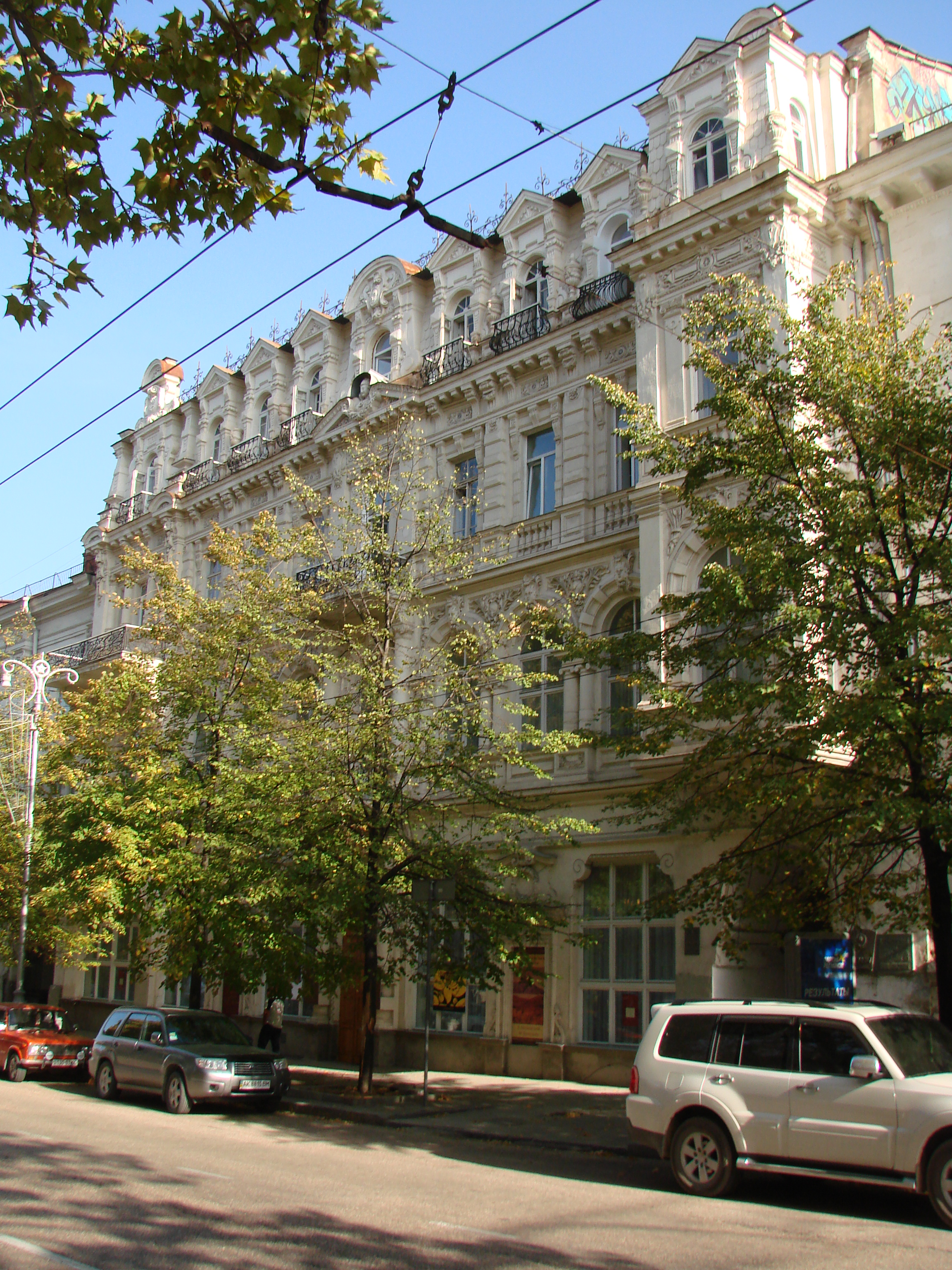
Севастопольський художній музей

- Севастопольський художній музей імені Крошицького, просп. Нахімова, 9.

## Автономна Республіка Крим
- Сімферопольський художній музей;
- Феодосійська картинна галерея імені І. Айвазовського;
- Картинна галерея у Керчі (відділ Керченського державного історико-культурного заповідника);
- Народний музей скульптора В. Мухіної.

## Вінницька область

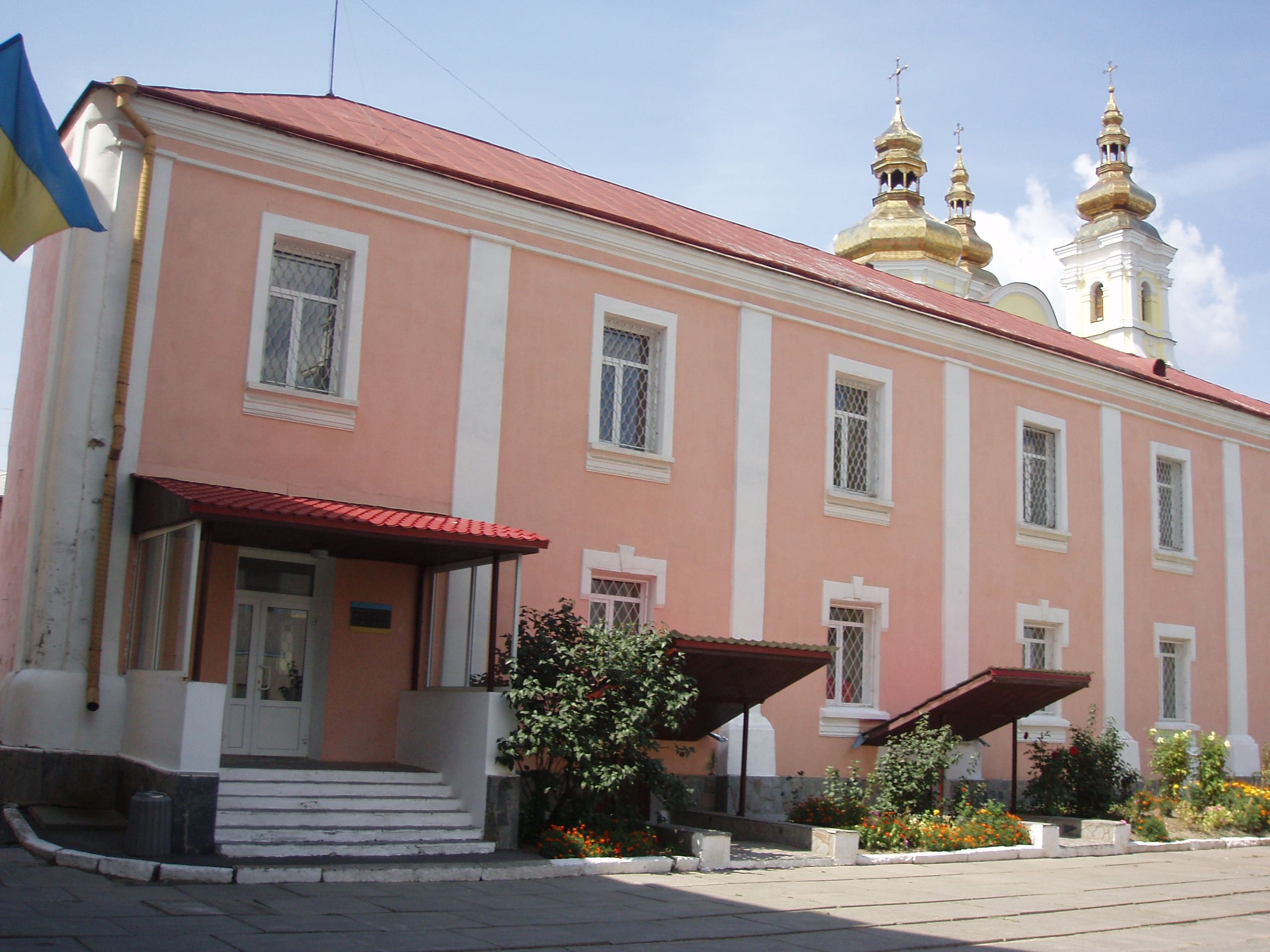
Вінницький художній музей

- Вінницький обласний художній музей;
- Шаргородський музей образотворчого мистецтва;
- Ямпільський музей образотворчого мистецтва.

## Волинська область

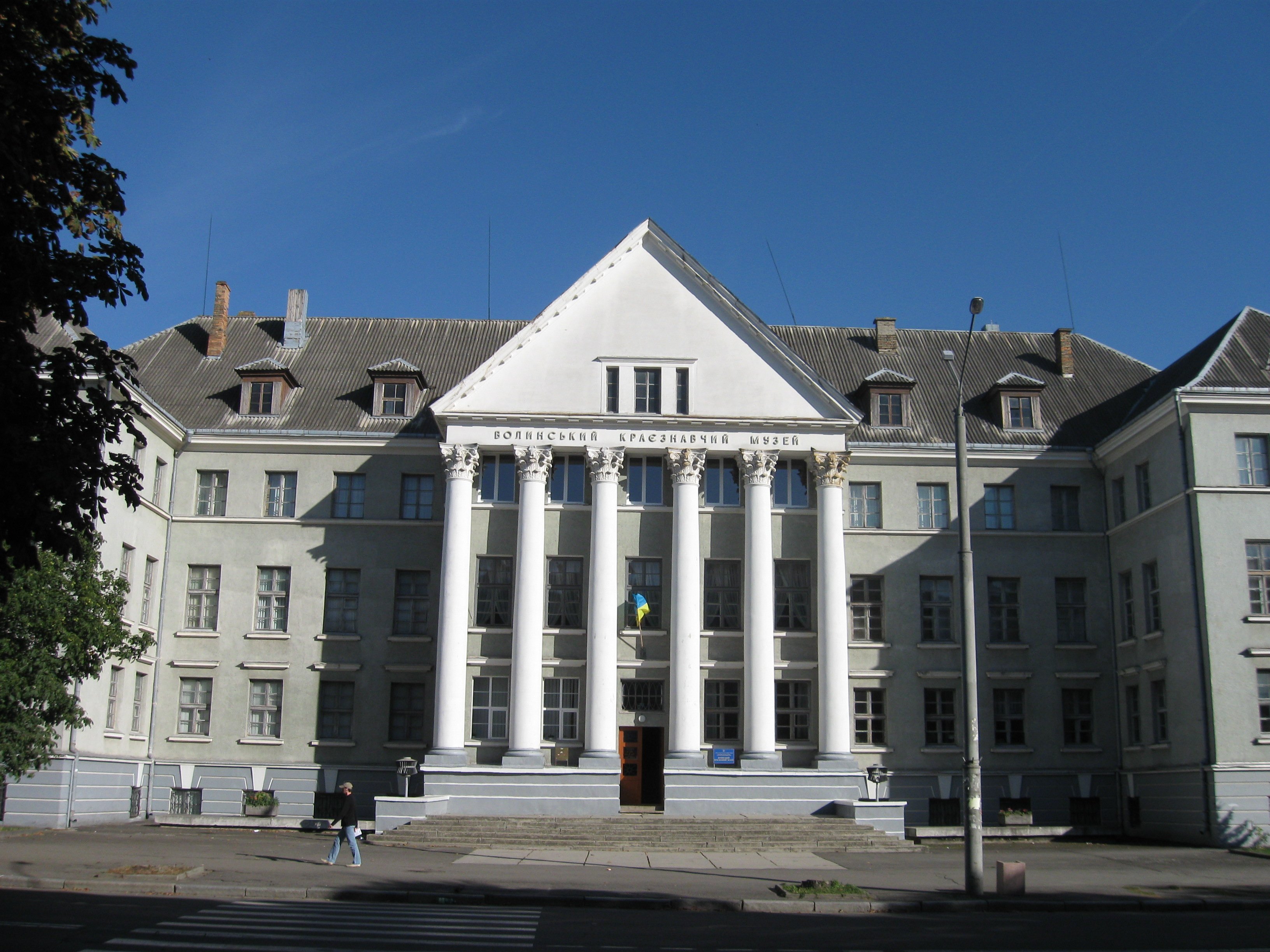
Волинський краєзнавчий музей

- Музей сучасного українського мистецтва Корсаків (культурно-розважальний комплекс «Адреналін Сіті», вул. Карбишева, 1)
- художній відділ Волинського краєзнавчого музею, м. Луцьк, вул. Шопена, 20.
- Аптека-музей
- Історико-культурний заповідник «Старий Луцьк»
- Музей Волинської ікони
- Музей Лесі Українки

- Маневицький краєзнавчий музей
- Музей історії Луцького братства
- Володимир-Волинський історичний музей
- Музей солом'яного мистецтва «Солом'яне диво»
- Затурцівський меморіальний музей В'ячеслава Липинського

## Дніпропетровська область
- Дніпропетровський художній музей.
- Музей «Літературне Придніпров'я»
- Музей Дніпровської політехніки
- Музей місцевого самоврядування Дніпропетровської області
- Музей монет України
- Музей українського живопису
- Музейний центр О. П. Блаватської та її родини
- Парк ракет
- Музей Історії розвитку фінансової системи Дніпропетровської області
- Металургійний державний музей України
- Петриківський музей етнографії, побуту та мистецтва
- Центр народного мистецтва «Петриківка»

## Донецька область
- Донецький художній музей;
- Макіївський художньо-краєзнавчий музей;
- Дружківський художній музей;
- Краматорський художній музей;
- Горлівський художній музей;
- Художній музей імені Куїнджі, Маріуполь;
- Виставковий зал імені А. І. Куїнджі (філія Маріупольського краєзнавчого музею).

## Житомирська область
- Житомирський художній музей (відділ Житомирського краєзнавчого музею);
- Кмитівський музей образотворчого мистецтва імені Й. Д. Буханчука
- Музей Української домашньої ікони (м. Радомишль)

## Закарпатська область
- Закарпатський художній музей імені Й. Бокшая (філія Закарпатського краєзнавчого музею).
- Колочавська вузькоколійка

- Музей архітектури і побуту «Старе село»
- Музей Берегівщини
- Музей екології гір та історії природокористування в Українських Карпатах
- Музей леквару
- Виноградівський історичний музей
- Хустський краєзнавчий музей
- Свалявський історичний музей
- Народний краєзнавчий музей-садиба «Синевірська долина»
- Регіональний музей етнографії
- Музей імені Степана Вайди

## Запорізька область
- Запорізький художній музей;
- Бердянський художній музей ім. І. І. Бродського;
- Енергодарський художній виставковий зал.

## Івано-Франківська область
- Івано-Франківський художній музей
  - Рогатинський художньо-краєзнавчий музей
- Івано-Франківський історико-меморіальний музей Олекси Довбуша
- Івано-Франківський краєзнавчий музей
- Хата-музей кінофільму «Тіні забутих предків»
- Літературно-меморіальний музей Івана Франка
- Музей народної архітектури та побуту Прикарпаття
- Музей–оселя родини Івана Франка
- Музей «Писанка»
- Національний музей народного мистецтва Гуцульщини та Покуття імені Йосафата Кобринського
- Приватний музей гуцульського мистецтва родини Корнелюків
- Історико-краєзнавчий музей села Космач
- Музей Марійки Підгірянки
- Музей культури і книги Покуття

## Київська область
- Яготинська картинна галерея.
- Білоцерківський краєзнавчий музей
- Державний музей-заповідник «Битва за Київ у 1943 році»
- Іванківський історико-краєзнавчий музей
- Макарівський історико-краєзнавчий музей
- Музей Заповіту Т. Г. Шевченка
- Музей-діорама «Битва за Дніпро в районі Переяслава восени 1943»
- Меморіальний музей класика єврейської літератури Шолом-Алейхема
- Музей космосу

- Меморіальний музей-садиба Катерини Білокур

## Кіровоградська область
- Кіровоградський художній музей;
- Художньо-меморіальний музей О. О. Осмьоркіна.

## Луганська область
- Луганський художній музей;
- Стахановський історико-художній музей.

## Львівська область
- Львівська галерея мистецтв;
- Науково-мистецька фундація митрополита А. Шептицького «Національний музей у місті Львові»;
  - Художньо-меморіальний музей Олени Кульчицької, м. Львів;
  - Художньо-меморіальний музей Олекси Новаківського, м. Львів;
  - Художньо-меморіальний музей Леопольда Левицького, м. Львів;
  - Художній музей Михайла Біласа, м. Трускавець;
  - Художньо-меморіальний музей Івана Труша, м. Львів;
  - Художній музей «Сокальщина», м. Червоноград;
  - Художній музей «Бойківщина», м. Самбір
  - П'ятничанська вежа — Стрийський район, с. П'ятничани
  - Сокальський музей космосу — Сокаль
  - Стрийський краєзнавчий музей «Верховина» — Стрий
  - Музей модерної скульптури Михайла Дзиндри — Брюховичі
  - Музей Петра Сагайдачного — Самбірський район, с. Кульчиці
  - Музей-заповідник «Золочівський замок» — Золочів
  - Дрогобицький музей «Тюрма на Стрийській» — Дрогобич
  - Історико-краєзнавчий музей м. Винники — Винники
  - Історико-етнографічний музей «Яворівщина» — Яворів
  - Літературно-меморіальний музей-садиба Івана Франка — Дрогобицький район, с. Нагуєвичі
  - Меморіальна садиба Маркіяна Шашкевича — Золочівський район, с. Підлисся
  - Меморіальний музей Степана Бандери — Стрийський район, с. Воля Задеревацька
  - Музей «Дрогобиччина» — Дрогобич
  - Музей Євгена Коновальця — Львівський район, с. Зашків
  - Бориславський історико-краєзнавчий музей — Борислав
  - Бродівський історико-краєзнавчий музей — Броди
  - Державний історико-архітектурний заповідник у м. Жовква — Жовква
  - Державний історико-культурний заповідник «Нагуєвичі» — Дрогобицький район, с. Нагуєвичі
  - Державний історико-культурний заповідник «Тустань» — Сколівський район, с. Урич
  - Державний музей-заповідник «Олеський замок» — Буський район, смт Олесько

## Миколаївська область
- Миколаївський художній музей імені В. Верещагіна;
  - Очаківський музей мариністичного живопису імені Р. Судковського;
  - Вознесенський художній музей Є. Кібрика.

## Одеська область
- Одеський художній музей;
  - Ананьївський історико-художній музей;
- Музей західного і східного мистецтва;
- Ізмаїльська картинна галерея;
- Музей образотворчих мистецтв імені Олександра Білого.

## Полтавська область
- Полтавський художній музей;
- Кременчуцька міська художня галерея;
- Картинна галерея Наталії Юзефович, м. Кременчук.

## Сумська область
- Сумський художній музей імені Н. Онацького;
- Лебединський художній музей.

## Тернопільська область
- Тернопільський художній музей;
- Меморіально-художній музей І. Хворостецького (відділ Кременецького краєзнавчого музею), м. Почаїв.
- Велеснівський етнографічно-меморіальний музей Володимира Гнатюка,
- Бережанський краєзнавчий музей
  - Бережанський музей книги,
  - Бучацький краєзнавчий музей,
  - Гусятинський краєзнавчий музей,
  - Меморіальний музей-садиба Леся Курбаса (село Старий Скалат Підволочиського району),
  - Меморіальний музей Богдана Лепкого (м. Бережани),
  - Літературно-меморіальний музей Юліуша Словацького (м. Кременець),
  - Музейний комплекс «Лемківське село» (м. Монастириська),
  - Бібліотека-музей «Літературне Тернопілля».

## Харківська область
- Харківський художній музей;
  - Музей народного мистецтва Слобожанщини, м. Харків;
  - Пархомівський історико-художній музей;
  - Галерея «Лауреати державної премії імені І. Рєпіна», м. Чугуїв;
- Харківська міська художня галерея;
- Чугуївський історико-культурний заповідник імені І. Рєпіна.

## Херсонська область
- Херсонський художній музей імені Олексія Шовкуненка;
- Новокаховська картинна галерея.

## Хмельницька область
- Хмельницький художній музей;
- Картинна галерея (відділ Кам'янець-Подільського державного історико-культурного заповідника).

## Черкаська область
- Черкаський художній музей;
- Уманська картинна галерея (відділ Уманського краєзнавчого музею);
- Корсунь-Шевченківська художня галерея.

## Чернівецька область
- Чернівецький художній музей.

## Чернігівська область
- Чернігівський художній музей;
  - Картинна галерея в селі Лемеші (Козелецький район);
- Борзнянський художньо-меморіальний музей «Садиба народного художника України О. Саєнка», м. Борзна.